# Pseudoeurycea mixcoatl
Pseudoeurycea mixcoatl es una especie de anfibio caudado (salamandras) de la familia Plethodontidae. Es endémica de México.
Su hábitat natural son los montanos húmedos.
Está amenazada de extinción debido a la destrucción de su hábitat.
Su nombre deriva de la deidad precolumbina Mixcoatl, presente en la mitología otomi y nahua.